# Juliano Roso
Juliano Roso (Nonoai, 28 de junho de 1973) é um político brasileiro, filiado ao Partido Comunista do Brasil (PCdoB). Formado em História pela Universidade de Passo Fundo (UPF), Juliano foi presidente do Diretório Central dos Estudantes (DCE) da UPF, Vice-Presidente Nacional da União Nacional dos Estudantes (UNE) e Militante da União da Juventude Socialista (UJS).   

## Carreira política
Juliano Roso iniciou a sua carreira política em Passo Fundo, no norte do Rio Grande do Sul, onde foi morar juntamente com sua família no ano de 1984.
No ano de 1989, filiou-se ao Partido dos Trabalhadores (PT) onde participou da tendência interna Convergência Socialista. Em 1991, entra para a União da Juventude Socialista (UJS), em 1992, participa do movimento fora Collor, no mesmo ano filia-se ao Partido Comunista do Brasil (PCdoB), partido a qual está filiado até a atualidade.  
Concorreu a vereador em Passo Fundo pela primeira vez nas eleições de 1996, tendo sido o candidato mais votado do partido, com 308 votos, porém não conseguiu eleger-se. Posteriormente foi eleito vereador por três mandatos, sendo sempre o mais votado da coligação, em 2001-2004 com 1.399 votos, em 2005-2008 com 1.959 votos e em 2009-2012 com 2.232 votos. Ainda, nas eleições de 2006, concorreu a deputado estadual (10.162 votos) e em 2010 a deputado federal (11.531 votos), em ambas não obteve votação suficiente para ser eleito.  
Em 2012, foi eleito vice-prefeito de Passo Fundo junto com o prefeito Luciano Azevedo, ao obterem 39.872 votos, pela coligação "Juntos por Passo Fundo", que reunia: PPS, PCdoB, DEM, PSDB, PSD, PV, PPL, PRP, PMN, PHS, PRB e PRTB. Ocupou o cargo até janeiro de 2015. 
Nas eleições de 2014, em 5 de outubro, foi eleito deputado estadual à Assembleia Legislativa do Rio Grande do Sul na 54ª legislatura (2015 — 2019). Tendo obtido 17.092 votos ao total, sendo destes, 12.151 somente no município de Passo Fundo. Assumiu o cargo em 1º de fevereiro de 2015, cujo mandato encerrou-se em 1º de fevereiro de 2019.
No pleito de 2018, tentou a reeleição ao cargo de deputado estadual, não logrando êxito, mesmo sendo o mais votado de seu partido, tendo obtido 20.351 votos, sendo destes, 8.431 no município de Passo Fundo.[carece de fontes?]
Nas eleições municipais de 2020, concorreu ao cargo de prefeito municipal de Passo Fundo, pela coligação "Passo Fundo no coração", que reunia os partidos: PCdoB, PT, PROS, Rede e Avante, tendo a professora Valquíria Bispo (PT) como candidata a vice-prefeita. A chapa obteve 6.897 votos (6,82%), ficando em 5º lugar entre os 7 disputantes do pleito.